# 2013-as női labdarúgó-Európa-bajnokság
A 2013-as női labdarúgó-Európa-bajnokságot Svédországban rendezték 2013. július 10. és július 28. között. Az Eb-n 12 csapat vett részt, a címvédő a német válogatott. Az Eb-t a német csapat nyerte, története során 8. alkalommal, sorozatban hatodszor. A döntőben a csoportkör során az őket legyőző norvégokat győzték le, akik két 11-est is kihagytak.

## Helyszínek
2010. október 4-én az UEFA hivatalos rendezvényén Minszkben jelentették be, hogy a rendezvény helyszíne Svédország lesz. Hollandia volt a másik kandidáló ország a torna házigazdájának, mivel Svájc, Bulgária és Lengyelország végül nem adta be a pályázatát.
Az Eb mérkőzéseit az alábbi 7 stadionban játsszák.
| Göteborg         | Solna                                                     | Norrköping       |
| ---------------- | --------------------------------------------------------- | ---------------- |
| Gamla Ullevi     | Friends Arena                                             | Nya Parken       |
| Férőhely: 16 700 | Férőhely: 50 000                                          | Férőhely: 10 300 |
|                  |                                                           |                  |
| Linköping        | Halmstad Växjö Göteborg Solna Kalmar Norrköping Linköping | Kalmar           |
| Arena Linköping  | Halmstad Växjö Göteborg Solna Kalmar Norrköping Linköping | Guldfågeln Arena |
| Férőhely: 7500   | Halmstad Växjö Göteborg Solna Kalmar Norrköping Linköping | Férőhely: 10 900 |
|                  | Halmstad Växjö Göteborg Solna Kalmar Norrköping Linköping |                  |
| Halmstad         | Halmstad Växjö Göteborg Solna Kalmar Norrköping Linköping | Växjö            |
| Örjans Vall      | Halmstad Växjö Göteborg Solna Kalmar Norrköping Linköping | Myresjöhus Arena |
| Férőhely: 7500   | Halmstad Växjö Göteborg Solna Kalmar Norrköping Linköping | Férőhely: 12 000 |
|                  | Halmstad Växjö Göteborg Solna Kalmar Norrköping Linköping |                  |

## Lebonyolítása

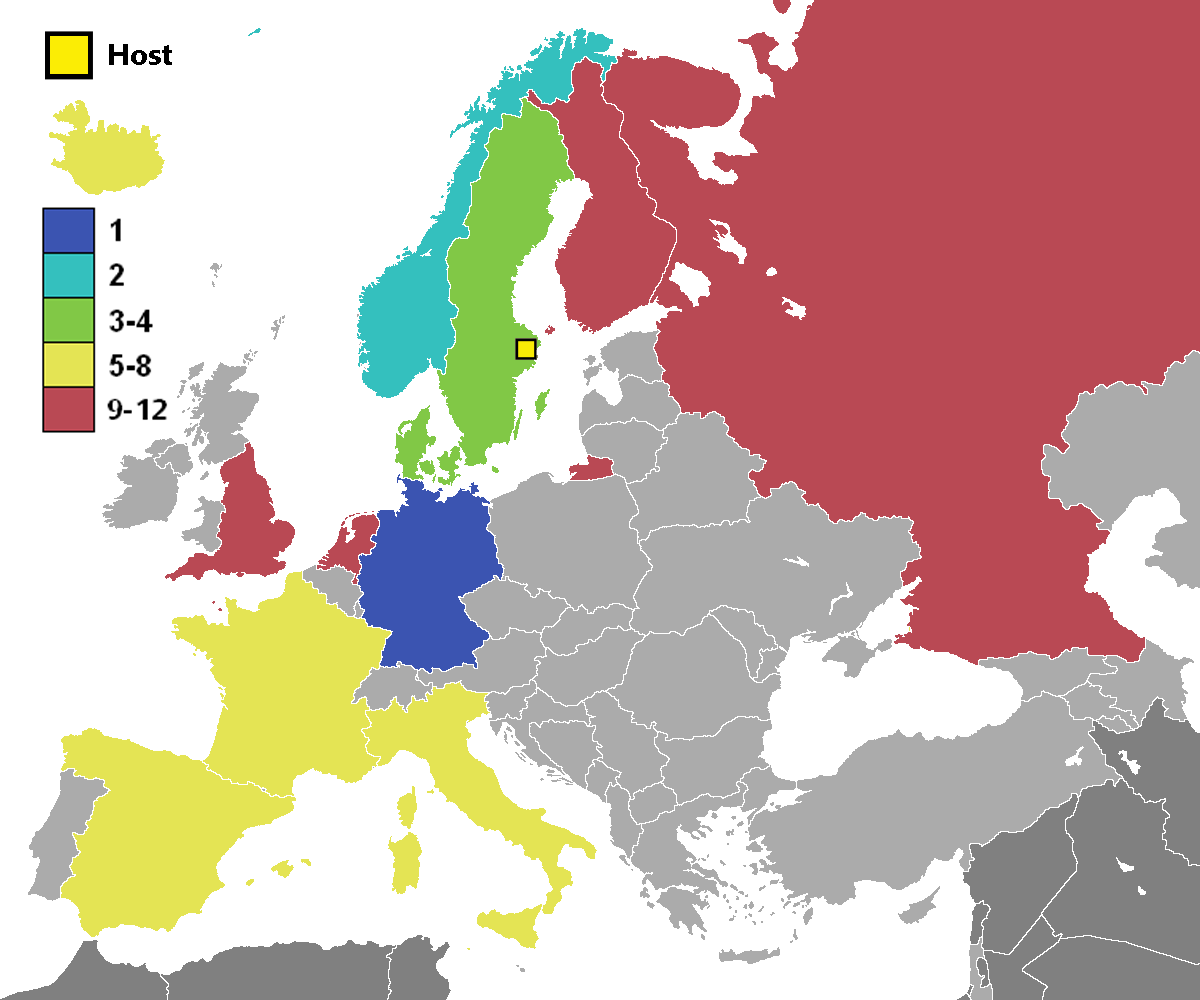
A 2013-as Európa-bajnokságon részt vevő országok helyezései

A tizenkét résztvevőt három csoportba sorsolták. A csoportok végső sorrendje körmérkőzések után alakult ki. Mindegyik csapat a másik három ellenfelével egy–egy mérkőzést játszott, összesen 6 mérkőzést rendeztek csoportonként. A győzelem három, a döntetlen egy pontot ért. A csoportok első két helyezettje, valamint a két legjobb harmadik helyezettje jutott tovább a negyeddöntőbe. A harmadik helyezett csapatok rangsorolásánál kizárólag a megszerzett pontok számítottak. Azonos pontszám esetén sorsoltak. Dánia és Oroszország csapata is 2 ponttal lett a csoportjában harmadik, ezért sorsolásra került sor. (Izland 4 ponttal automatikusan továbbjutott csoportharmadikként.) A sorsolást Dánia nyerte, így ők folytathatták a legjobb 8 között. Innentől egyenes kieséses rendszerben folytatódtak a küzdelmek.

## Eredmények

### Csoportkör
| Jelmagyarázat                                                                           |
| --------------------------------------------------------------------------------------- |
| A csoportok első és második helyezettje bejutott az egyenes kieséses szakaszba.         |
| A csoportok legjobb két harmadik helyezettje is bejutott az egyenes kieséses szakaszba. |
| A csoportok legrosszabb harmadik helyezettje és a negyedik helyezettjei kiestek.        |

#### A csoport
| Csapat      | M | Gy | D | V | G+ | G– | Gk | P |
| ----------- | - | -- | - | - | -- | -- | -- | - |
| Svédország  | 3 | 2  | 1 | 0 | 9  | 2  | +7 | 7 |
| Olaszország | 3 | 1  | 1 | 1 | 4  | 5  | –1 | 4 |
| Dánia       | 3 | 0  | 2 | 1 | 3  | 4  | –1 | 2 |
| Finnország  | 3 | 0  | 2 | 1 | 1  | 6  | –5 | 2 |

| 2013. július 10. 18:00 |

| Olaszország | 0–0         | Finnország |
| ----------- | ----------- | ---------- |
|             | Jegyzőkönyv |            |

| Örjans Vall, Halmstad Nézőszám: 3011 Játékvezető: Teodora Albon (román) |

| 2013. július 10. 20:30 |

| Svédország  | 1–1               | Dánia       |
| ----------- | ----------------- | ----------- |
| Fischer 36' | (1–1) Jegyzőkönyv | Gajhede 26' |

| Gamla Ullevi, Göteborg Nézőszám: 16 128 Játékvezető: Bibiana Steinhaus (német) |

| 2013. július 13. 18:00 |

| Olaszország              | 2–1               | Dánia        |
| ------------------------ | ----------------- | ------------ |
| Gabbiadini 55' Mauro 60' | (0–0) Jegyzőkönyv | Brogaard 66' |

| Örjans Vall, Halmstad Nézőszám: 2190 Játékvezető: Esther Staubli (svájci) |

| 2013. július 13. 20:30 |

| Finnország | 0–5               | Svédország                                  |
| ---------- | ----------------- | ------------------------------------------- |
|            | (0–3) Jegyzőkönyv | Fischer 15' 36' Asllani 38' Schelin 60' 87' |

| Gamla Ullevi, Göteborg Nézőszám: 16 414 Játékvezető: Cristina Dorcioman (román) |

| 2013. július 16. 20:30 |

| Svédország                         | 3–1               | Olaszország    |
| ---------------------------------- | ----------------- | -------------- |
| Manieri 47' Schelin 49' Öqvist 57' | (0–0) Jegyzőkönyv | Gabbiadini 78' |

| Örjans Vall, Halmstad Nézőszám: 7288 Játékvezető: Kulcsár Katalin (magyar) |

| 2013. július 16. 20:30 |

| Dánia        | 1–1               | Finnország  |
| ------------ | ----------------- | ----------- |
| Brogaard 29' | (1–0) Jegyzőkönyv | Sjölund 87' |

| Gamla Ullevi, Göteborg Nézőszám: 8360 Játékvezető: Katerina Monzul (ukrán) |

#### B csoport
| Csapat      | M | Gy | D | V | G+ | G– | Gk | P |
| ----------- | - | -- | - | - | -- | -- | -- | - |
| Norvégia    | 3 | 2  | 1 | 0 | 3  | 1  | +2 | 7 |
| Németország | 3 | 1  | 1 | 1 | 3  | 1  | +2 | 4 |
| Izland      | 3 | 1  | 1 | 1 | 2  | 4  | –2 | 4 |
| Hollandia   | 3 | 0  | 1 | 2 | 0  | 2  | –2 | 1 |

| 2013. július 11. 18:00 |

| Norvégia    | 1–1               | Izland                      |
| ----------- | ----------------- | --------------------------- |
| Hegland 26' | (1–0) Jegyzőkönyv | Vidarsdóttir 87' (11-esből) |

| Guldfågeln Arena, Kalmar Nézőszám: 3867 Játékvezető: Kulcsár Katalin (magyar) |

| 2013. július 11. 20:30 |

| Németország | 0–0         | Hollandia |
| ----------- | ----------- | --------- |
|             | Jegyzőkönyv |           |

| Myresjöhus Arena, Växjö Nézőszám: 8861 Játékvezető: Silvia Tea Spinelli (olasz) |

| 2013. július 14. 18:00 |

| Norvégia        | 1–0               | Hollandia |
| --------------- | ----------------- | --------- |
| Gulbrandsen 54' | (0–0) Jegyzőkönyv |           |

| Guldfågeln Arena, Kalmar Nézőszám: 4256 Játékvezető: Teodora Albon (román) |

| 2013. július 14. 20:30 |

| Izland | 0–3               | Németország              |
| ------ | ----------------- | ------------------------ |
|        | (0–1) Jegyzőkönyv | Lotzen 24' Mbabi 55' 84' |

| Myresjöhus Arena, Växjö Nézőszám: 4620 Játékvezető: Kirsi Heikkinen (finn) |

| 2013. július 17. 18:00 |

| Németország | 0–1               | Norvégia      |
| ----------- | ----------------- | ------------- |
|             | (0–1) Jegyzőkönyv | Isaksen 45+1' |

| Guldfågeln Arena, Kalmar Nézőszám: 10 346 Játékvezető: Esther Staubli (svájci) |

| 2013. július 17. 18:00 |

| Hollandia | 0–1               | Izland             |
| --------- | ----------------- | ------------------ |
|           | (0-1) Jegyzőkönyv | Brynjarsdóttir 30' |

| Myresjöhus Arena, Växjö Nézőszám: 3406 Játékvezető: Cristina Dorcioman (román) |

#### C csoport
| Csapat        | M | Gy | D | V | G+ | G– | Gk | P |
| ------------- | - | -- | - | - | -- | -- | -- | - |
| Franciaország | 3 | 3  | 0 | 0 | 7  | 1  | +6 | 9 |
| Spanyolország | 3 | 1  | 1 | 1 | 4  | 4  | 0  | 4 |
| Oroszország   | 3 | 0  | 2 | 1 | 3  | 5  | –2 | 2 |
| Anglia        | 3 | 0  | 1 | 2 | 3  | 7  | –4 | 1 |

| 2013. július 12. 18:00 |

| Franciaország               | 3–1               | Oroszország  |
| --------------------------- | ----------------- | ------------ |
| Delie 21' 33' Le Sommer 67' | (2–0) Jegyzőkönyv | Morozova 84' |

| Idrottsparken, Norrköping Nézőszám: 2980 Játékvezető: Jenny Palmqvist (svéd) |

| 2013. július 12. 20:30 |

| Anglia               | 2–3               | Spanyolország                         |
| -------------------- | ----------------- | ------------------------------------- |
| Aluko 8' Bassett 89' | (1–1) Jegyzőkönyv | Boquete 4' Hermoso 85' Putellas 90+4' |

| Arena Linköping, Linköping Nézőszám: 5190 Játékvezető: Katerina Monzul (ukrán) |

| 2013. július 15. 18:00 |

| Anglia       | 1–1               | Oroszország   |
| ------------ | ----------------- | ------------- |
| Duggan 90+2' | (0–1) Jegyzőkönyv | Korovkina 38' |

| Arena Linköping, Linköping Nézőszám: 3629 Játékvezető: Bibiana Steinhaus (német) |

| 2013. július 15. 20:30 |

| Spanyolország | 0–1               | Franciaország |
| ------------- | ----------------- | ------------- |
|               | (0–1) Jegyzőkönyv | Renard 5'     |

| Idrottsparken, Norrköping Nézőszám: 5068 Játékvezető: Carina Vitulano (olasz) |

| 2013. július 18. 20:30 |

| Franciaország                     | 3–0               | Anglia |
| --------------------------------- | ----------------- | ------ |
| Le Sommer 9' Nécib 62' Renard 64' | (1–0) Jegyzőkönyv |        |

| Arena Linköping, Linköping Nézőszám: 7332 Játékvezető: Kirsi Heikkinen (finn) |

| 2013. július 18. 20:30 |

| Oroszország   | 1–1               | Spanyolország |
| ------------- | ----------------- | ------------- |
| Tyerehova 44' | (1–1) Jegyzőkönyv | Boquete 14'   |

| Idrottsparken, Norrköping Nézőszám: 2157 Játékvezető: Jenny Palmqvist (svéd) |

### Egyenes kieséses szakasz
|  |                        |               |                         |                       |       |             |                    |           |  |  |       |       |       |
|  | Negyeddöntők           | Negyeddöntők  | Negyeddöntők            |                       |       | Elődöntők   | Elődöntők          | Elődöntők |  |  | Döntő | Döntő | Döntő |
|  | Negyeddöntők           | Negyeddöntők  | Negyeddöntők            |                       |       | Elődöntők   | Elődöntők          | Elődöntők |  |  | Döntő | Döntő | Döntő |
|  | július 21. – Halmstad  |               |                         |                       |       |             |                    |           |  |  |       |       |       |
|  |                        |               |                         |                       |       |             |                    |           |  |  |       |       |       |
|  | A1                     | Svédország    | 4                       |                       |       |             |                    |           |  |  |       |       |       |
|  | A1                     | Svédország    | 4                       | július 24. – Göteborg |       |             |                    |           |  |  |       |       |       |
|  | B3                     | Izland        | 0                       |                       |       |             |                    |           |  |  |       |       |       |
|  | B3                     | Izland        | 0                       |                       |       | Svédország  | Svédország         | 0         |  |  |       |       |       |
|  | július 21. – Växjö     |               |                         |                       |       | Svédország  | Svédország         | 0         |  |  |       |       |       |
|  |                        |               | Németország             | Németország           | 1     |             |                    |           |  |  |       |       |       |
|  | A2                     | Olaszország   | Németország             | Németország           | 1     | 0           |                    |           |  |  |       |       |       |
|  | A2                     | Olaszország   |                         |                       |       | 0           | július 28. – Solna |           |  |  |       |       |       |
|  | B2                     | Németország   | 1                       |                       |       |             |                    |           |  |  |       |       |       |
|  | B2                     | Németország   | 1                       |                       |       | Németország | Németország        | 1         |  |  |       |       |       |
|  | július 22. – Kalmar    |               |                         |                       |       | Németország | Németország        | 1         |  |  |       |       |       |
|  |                        |               | Norvégia                | Norvégia              | 0     |             |                    |           |  |  |       |       |       |
|  | B1                     | Norvégia      | Norvégia                | Norvégia              | 0     | 3           |                    |           |  |  |       |       |       |
|  | B1                     | Norvégia      | július 24. – Norrköping |                       |       | 3           |                    |           |  |  |       |       |       |
|  | C2                     | Spanyolország | 1                       |                       |       |             |                    |           |  |  |       |       |       |
|  | C2                     | Spanyolország | 1                       |                       |       | Norvégia    | Norvégia           | 1 (4)     |  |  |       |       |       |
|  | július 22. – Linköping |               |                         |                       |       | Norvégia    | Norvégia           | 1 (4)     |  |  |       |       |       |
|  |                        |               | Dánia                   | Dánia                 | 1 (2) |             |                    |           |  |  |       |       |       |
|  | C1                     | Franciaország | Dánia                   | Dánia                 | 1 (2) | 1 (2)       |                    |           |  |  |       |       |       |
|  | C1                     | Franciaország |                         |                       |       |             |                    |           |  |  |       |       |       |
|  | A3                     | Dánia         | 1 (4)                   |                       |       |             |                    |           |  |  |       |       |       |
|  | A3                     | Dánia         | 1 (4)                   |                       |       |             |                    |           |  |  |       |       |       |
|  |                        |               |                         |                       |       |             |                    |           |  |  |       |       |       |

#### Negyeddöntők
| 2013. július 21. 15:00 |

| Svédország                                   | 4–0               | Izland |
| -------------------------------------------- | ----------------- | ------ |
| M. Hammarström 3' Öqvist 14' Schelin 19' 59' | (3–0) Jegyzőkönyv |        |

| Örjans Vall, Halmstad Nézőszám: 7468 Játékvezető: Kirsi Heikkinen (finn) |

| 2013. július 21. 18:00 |

| Olaszország | 0–1               | Németország |
| ----------- | ----------------- | ----------- |
|             | (0–1) Jegyzőkönyv | Laudehr 26' |

| Myresjöhus Arena, Växjö Nézőszám: 9265 Játékvezető: Kulcsár Katalin (magyar) |

| 2013. július 22. 18:00 |

| Norvégia                                          | 3–1               | Spanyolország |
| ------------------------------------------------- | ----------------- | ------------- |
| Gulbrandsen 24' Paredes 43' (öngól) Hegerberg 64' | (2–0) Jegyzőkönyv | Hermoso 90+3' |

| Guldfågeln Arena, Kalmar Nézőszám: 10 435 Játékvezető: Bibiana Steinhaus (német) |

| 2013. július 22. 20:45 |

| Franciaország                   | 1–1 (h. u.)       | Dánia                                  |
| ------------------------------- | ----------------- | -------------------------------------- |
| Nécib 71' (11-esből)            | (0–1) Jegyzőkönyv | Rasmussen 28'                          |
| Büntetőpárbaj                   |                   |                                        |
| Nécib Thiney Le Sommer Delannoy | 2–4               | Røddik Rydahl Bukh Nadim Nielsen Arnth |

| Arena Linköping, Linköping Nézőszám: 7448 Játékvezető: Carina Vitulano (olasz) |

#### Elődöntők
| 2013. július 24. 20:30 |

| Svédország | 0–1               | Németország  |
| ---------- | ----------------- | ------------ |
|            | (0–1) Jegyzőkönyv | Marozsán 33' |

| Gamla Ullevi, Göteborg Nézőszám: 16 608 Játékvezető: Esther Staubli (svájci) |

| 2013. július 25. 20:30 |

| Norvégia                             | 1–1 (h. u.)                 | Dánia                         |
| ------------------------------------ | --------------------------- | ----------------------------- |
| Christensen 3'                       | (1–0, 1–1, 1–1) Jegyzőkönyv | Gajhede 87'                   |
| Büntetőpárbaj                        |                             |                               |
| Gulbrandsen Dekkerhus Rønning Mjelde | 4–2                         | Røddik Nielsen Nadim Brogaard |

| Idrottsparken, Norrköping Nézőszám: 9260 Játékvezető: Katerina Monzul (ukrán) |

#### Döntő
| 2013. július 28. 16:00 |

| Németország | 1–0               | Norvégia |
| ----------- | ----------------- | -------- |
| Mittag 49'  | (0–0) Jegyzőkönyv |          |

| Friends Arena, Solna Nézőszám: 41 301 Játékvezető: Cristina Dorcioman (román) |

| A 2013-as női labdarúgó-Európa-bajnokság győztese |
| ------------------------------------------------- |
| · Németország · 8. cím                            |

### Gólszerzők
5 gólos
- Lotta Schelin

3 gólos
- Nilla Fischer

2 gólos
| - Mia Brogaard - Mariann Gajhede - Marie-Laure Delie - Eugénie Le Sommer | - Louisa Nécib - Wendie Renard - Célia Okoyino da Mbabi - Melania Gabbiadini | - Solveig Gulbrandsen - Verónica Boquete - Jennifer Hermoso - Josefine Öqvist |

1 gólos
| - Johanna Rasmussen - Eniola Aluko - Laura Bassett - Toni Duggan - Annica Sjölund - Simone Laudehr - Lena Lotzen - Marozsán Dzsenifer | - Anja Mittag - Dagný Brynjarsdóttir - Margrét Lára Viðarsdóttir - Ilaria Mauro - Marit Fiane Christensen - Ada Hegerberg - Kristine Wigdahl Hegland | - Ingvild Isaksen - Nelli Korovkina - Jelena Morozova - Jelena Tyerehova - Alexia Putellas - Kosovare Asllani - Marie Hammarström |

Öngólos
- Raffaella Manieri (Svédország ellen)
- Irene Paredes (Norvégia ellen)